# Waltheria
A Waltheria a mályvafélék (Malvaceae) családjába tartozó nemzetség.

## Elterjedése, élőhelye
Amerikából és a Hawaii-szigetekről származik, de mára pántropikussá vált.

## Fajok
- Waltheria calcicola Urb.
- Waltheria indica L.

## Megjelenése, életmódja
Ágai merevek, a levelek világoszöldek, fonákokon szürke szőrök nőnek. Virága illatos, termése gömb alakú tok.
Szereti a bolygatott területeket, útszéleket, füves lejtőket, cukornádültetvényeket. A világ számos, melegebb éghajlatú részén özönnövény.

## A Waltheria indica felhasználása
A népi gyógyászatban magas tannintartalma miatt számtalan bajra használták. Néhány példa:
- hasmenés,
- arthritis,
- nem kívánt terhesség,
- menstruációs fájdalmak,
- megfázás,
- fáradtság,
- neuralgia,
- asztma.